# 7ª edizione dei Directors Guild of America Award
La 7ª edizione dei Directors Guild of America Award si è tenuta nel corso del 1955 e ha premiato il migliore regista cinematografico e televisivo del 1954.

## Cinema
- Elia Kazan – Fronte del porto (On the Waterfront)
- George Cukor – È nata una stella (A Star is Born)
- Edward Dmytryk – L'ammutinamento del Caine (The Caine Mutiny)
- Stanley Donen – Sette spose per sette fratelli (Seven Brides for Seven Brothers)
- Melvin Frank e Norman Panama – Un pizzico di follia (Knock on Wood)
- Samuel Fuller – Operazione mistero (Hell and High Water)
- Alfred Hitchcock – La finestra sul cortile (Rear Window)
- Henry King – La carica dei Kyber (King of the Khyber Rifles)
- Anthony Mann – La storia di Glenn Miller (The Glenn Miller Story)
- Jean Negulesco – Tre soldi nella fontana (Three Coins in the Fountain)
- George Seaton – La ragazza di campagna (The Country Girl)
- Don Siegel – Rivolta al blocco 11 (Riot in Cell Block 11)
- William A. Wellman – Prigionieri del cielo (The High and the Mighty)
- Billy Wilder – Sabrina
- Robert Wise – La sete del potere (Executive Suite)

## Televisione
- Roy Kellino – Four Star Playhouse per l'episodio The Answer
- William Asher – Lucy ed io (I Love Lucy) per l'episodio Lucy's Mother-in-Law
- Robert Florey – Letter to Loretta per l'episodio The Clara Schumann Story
- Ted Post – Waterfront per l'episodio High Water
- Jack Webb – Dragnet per l'episodio The Big Producer

## Premi speciali

### Premio D.W. Griffith
- Walt Disney